# Igors Vihrovs
Igors Vihrovs (Riga, 6 de junho de 1978) é um ginasta que compete em provas de ginástica artística pela Letônia. Foi campeão olímpico do solo nos Jogos de Sydney em 2000, e medalhista de bronze no Campeonato Europeu de 2000 e no Mundial de 2001. Vihrovs foi o primeiro campeão olímpico da Letônia desde que o país adquiriu independência com a dissolução da União Soviética.